# 尼爾·馬丁 (動力運動)
尼爾·馬丁（英語：Neil Martin，1972年9月3日—）是英格蘭一級方程式賽車戰術家，曾擔任法拉利車隊的運行研究部（Operations Research）主管。
在就讀數學及計算機科學後，他寫了一篇有關風險評估的運籌學碩士論文。最初打算謀求一份位於倫敦市的工作，他將論文拿給麥拉倫車隊看，車隊便給了他一份工作。
馬丁在麥拉倫負責技術與賽事戰略的策略發展領域，並開發用來提供賽道上特定車輛組件數據的即時獲得軟體。他的作用在2005年摩納哥大獎賽變得出名，他在安全車部署期間的一次關鍵策略幫助奇米·雷克南贏得比賽。他當時從麥拉倫位於沃金的總部發出一封電子郵件，要求雷克南留在場上不要進站。
他在2005年5月被紅牛車隊挖角，在2006年加入該隊成為戰略長。
法拉利於2010年阿布扎比大獎賽一次差勁的戰略，讓費爾南多·阿隆索將2010年世界冠軍拱手讓給紅牛的賽巴斯蒂安·維泰爾，馬丁於此之後與前麥拉倫工程師帕特·弗萊一同加入重組的法拉利賽事運作與工程團隊。2015年赛季结束后，由于车队组织重组，马丁离开法拉利。